# Debra Anderson
Debra Anderson es una escritora canadiense, ganadora del Premio Dayne Ogilvie 2009, por la Trust de Escritores de Canadá a una emergente escritora LGBT.

## Biografía
Anderson es graduada de escritura creativa por la Universidad de York, y sus publicaciones, hasta la fecha, incluyen la novela Code White (2005) y la obra de teatro Withholding.
Su trabajo también ha sido antologizado en Bent on Writing: Contemporary Queer Tales (2002), Brazen Femme: Queering Femininity (2002), Geeks, Misfits and Outlaws (2003) y Persistence: All Ways Butch and Femme (2011).
Sus escritos han sido también publicados por periódico, como Fireweed, Xtra!, The Church-Wellesley Review, Tessera, Shameless, periwinkle, Zygote, Acta Victoriana, Hook & Ladder, dig, Siren.
Mientras en la Universidad de York, ganó el Premio George Ryga de la institución, un premio a la mejor obra escrita por un estudiante en los cursos de dramaturgia universitarios. También ha escrito y publicado un corto de animación,  Do not Touch Me , que se estrenó en el Inside Out Film and Video Festival en 1998.
Es también la organizadora de "Get Your Lit Out", una serie de lectura en Toronto que promueve a las escritoras locales.

## Otras publicaciones
- 2012. The Seed Sower, Walter's Special Garden. Ilustró Diane Lucas. Ed. ilustrada de Halo Publishing International, 24 p. ISBN 1612440975, ISBN 9781612440972
- 2007. College Culture, Student Success. Longman topics. Publicó Pearson Longman, 196 p. ISBN 032143305X, ISBN 9780321433053
- 2002. The Menopause Made Simple Program: Maximise Your Lifestyle by Minimising Your Symptoms. Con Vicky Graham. Publicó Allen & Unwin, 237 p. ISBN 1741155649, ISBN 9781741155648